# Val Veddasca
Val Veddasca este o arie protejată (arie specială de conservare — SAC, sit de importanță comunitară — SCI) din Italia întinsă pe o suprafață de 4.919 ha, integral pe uscat.

## Localizare
Centrul sitului Val Veddasca este situat la coordonatele 46°03′48″N 8°49′04″E / 46.063333°N 8.817778°E.

## Înființare
Situl Val Veddasca a fost declarat sit de importanță comunitară în iunie 1995 pentru a proteja 1 specie de plante și 24 de specii de animale. Situl a fost protejat și ca arie specială de conservare în iulie 2016.

## Biodiversitate
Situată în ecoregiunea alpină, aria protejată conține 7 habitate naturale: Pajiști cu Molinia pe soluri calcaroase, turboase sau argilos-nămoloase (Molinion caeruleae), Păduri pe pante, grohotișuri și ravene de Tilio-Acerion, Ape stătătoare oligotrofe până la mezotrofe, cu vegetație de Littorelletea uniflorae și/sau de Isoëto-Nanojuncetea, Pajiști uscate europene, Depresiuni pe substraturi de turbă de Rhynchosporion, Formațiuni ierboase bogate în specii de Nardus, dezvoltate pe substraturi silicioase în zone montane (și în zone submontane, în Europa continentală), Păduri de fag Luzulo-Fagetum.
La baza desemnării sitului se află mai multe specii protejate:
- plante (1): Orthotrichum rogeri
- păsări (14): potârnichea de stâncă (Alectoris graeca saxatilis), fâsă-de-câmp (Anthus campestris), acvilă de munte (Aquila chrysaetos), cocoșul de mesteacăn (Bonasa bonasia), caprimulg (Caprimulgus europaeus), șerpar (Circaetus gallicus), erete vânăt (Circus cyaneus), ciocănitoare neagră (Dryocopus martius), presură de grădină (Emberiza hortulana), șoim călător (Falco peregrinus), sfrâncioc roșiatic (Lanius collurio), Lyrurus tetrix tetrix, gaia neagră (Milvus migrans), viespar (Pernis apivorus)
- mamifere (1): liliac cărămiziu (Myotis emarginatus)
- nevertebrate (5): Austropotamobius pallipes, croitorul mare al stejarului (Cerambyx cerdo), fluturele auriu (Euphydryas aurinia), Euplagia quadripunctaria, rădașcă (Lucanus cervus)
- pești (4): Barbus plebejus, zglăvoacă (Cottus gobio), Rutilus pigus, Telestes muticellus

Pe lângă speciile protejate, pe teritoriul sitului au mai fost identificate 43 de specii de plante, 3 specii de amfibieni, 12 specii de mamifere, 1 specie de nevertebrate, 4 specii de reptile.